# Anders Frick
Anders Frick, född 12 januari 1868 i Malmö, död 9 maj 1946 i Chicago, var en svenskamerikansk läkare.
Anders Frick var son till handlaren och konsularagenten Otto Fredrik Frick samt bror till Carl och Otto Frick. Han avlade studentexamen i Malmö 1885, 1891 medicine kandidat och 1896 medicine licentiat vid Karolinska Institutet och flyttade sistnämnda år till Chicago, där han sedan praktiserade som läkare. 1901–1905 var han biträdande lärare i medicin vid Rush medical college, 1903–1925 chef för medicinska avdelningen vid Augustana hospital och chef för en medicinsk avdelning vid Cook county hospital 1912–1913. Frick var från 1918 läkare för svenska konsulatet i Chicago, 1922–1929 "assistant professor" i intern medicin vid Medical college inom Illinois universitet och överläkare vid Augustana hospital 1925. Frick var medlem av flera amerikanska läkarsällskap och utgav flera tryckta skrifter inom medicin.